# 大栄工業
大栄工業株式会社（だいえいこうぎょう）は佐賀県三養基郡みやき町に本社を置く、プラスチック射出成形品の製造、二次加工（塗装、印刷、溶着、組立）を一貫して行う企業である。
また、製品設計、金型設計・製造も自社で行い、自動車部品等の製造を行なっている。
プラスチック樹脂加工を主力とし、日本国内に3拠点を持つ大栄グループの主力拠点。
なお、2008年8月より、九州工業大学および他2社と共同研究を行い、石油系プラスチックの代替原料として、おがくずなどの木質系資源を利用した木質プラスチックの基礎技術を確立、実証試験中である。
この研究は、経済産業省中小企業庁の平成21年度「戦略的基盤技術高度化支援事業」による支援事業となっている。
2003年5月にISO14001を取得し、2004年12月にはISO9001を取得した。
2017年6月、「九州大栄工業株式会社」から「大栄工業株式会社」へ社名変更。

## 主要設備
- 射出成形機　　　全　20機

| 型締力  | 台数 |
| 120 ton | 1機  |
| 210 ton | 8機  |
| 160 ton | 4機  |
| 260 ton | 1機  |
| 350 ton | 2機  |
| 360 ton | 1機  |
| 460 ton | 2機  |
| 650 ton | 1機  |

- 塗装

ロボット塗装　　　　　　　　　　　　　　　2台

スピンドル塗装・レシプロ塗装　2ブース　　 1式

## 主要取引先
- パナソニック電工株式会社
- パナソニック システムネットワークス株式会社
- 小糸九州株式会社
- 九州市光工業株式会社
- 株式会社ミツバ
- ダイキョーニシカワ株式会社

## 関連会社
- 大栄工業株式会社 - 和歌山県和歌山市布引678番地